# Цешинген
Цешинген (њем. Zöschingen) општина је у њемачкој савезној држави Баварска. Једно је од 27 општинских средишта округа Дилинген ан дер Донау. Према процјени из 2010. у општини је живјело 768 становника. Посједује регионалну шифру (AGS) 9773187.

## Географски и демографски подаци
Цешинген се налази у савезној држави Баварска у округу Дилинген ан дер Донау. Општина се налази на надморској висини од 510 метара. Површина општине износи 14,6 km². У самом мјесту је, према процјени из 2010. године, живјело 768 становника. Просјечна густина становништва износи 53 становника/km².